# At-Tafla
At-Tafla (arab. الطفلة) – wieś w Syrii, w muhafazie Aleppo, w dystrykcie Afrin. W 2004 roku liczyła 347 mieszkańców.